# Jiaguan
Jiaguan (kinesiska: 夹关镇, 夹关) är en köping i Kina. Den ligger i provinsen Sichuan, i den sydvästra delen av landet, omkring 92 kilometer sydväst om provinshuvudstaden Chengdu. Antalet invånare är 17 374. Befolkningen består av 8 445 kvinnor och 8 929 män. Barn under 15 år utgör 13,0 %, vuxna 15-64 år 73 %, och äldre över 65 år 13,0 %.
Genomsnittlig årsnederbörd är 1 442 millimeter. Den regnigaste månaden är juli, med i genomsnitt 387 mm nederbörd, och den torraste är januari, med 12 mm nederbörd.